# Dinastija Liang
Dinastija Liang (kineski: 梁朝, pinyin: Liáng cháo), također poznata i pod nazivom Južna dinastija Liang (南梁), je bila treća od Južnih dinastija Kine koja je postojala od 502. do 587. godine. 

## Povijest
Osnovao ju je general Xiao Yan kada je 502. godine zbacio cara Hea, posljednjeg vladara prethodne dinastije Južni Qi. Tijekom njegove vladavine, perzijanski veleposlanici su 547. god. platili danak u jantaru. Njegova izuzetno duga vladavina je ostala upamćena kao vrijeme napretka i mira, ali je pred njen kraj država pogođena političkom nestabilnošću, te je 555. godine, samo nekoliko godina nakon njegove smrti, njegovog nasljednika cara Jinga general Chen Baxian koji je osnovao novu dinastiju Chen prisilio na abdikaciju. Iste je godine Wuov unuk Xuan sebe proglasio carem, što neki povjesničari smatraju početkom nove, tzv. Zapadne dinastije Liang, a drugi nastavkom dinastije Liang. Njezini vladari, za razliku od prethodne dinastije, nisu imala suverenu vlast, odnosno bili su u vazalnom odnosu prema sjevernim dinastijama Zapadni Wei, Sjeverni Zhou i na kraju dinastiji Sui čiji ju je vladar car Wen službeno ukinuo 587. god.
Potomak dinastije Liang, Xiao Xian, je pokušao obnoviti ovu dinastiju po kolapsu dinastije Sui, no njega je porazio i pogubio Car Gaozu od Tanga.

## Vladari dinastije Liang
| Postumno ime ( Shi Hao 諡號)                            | Prezime i ime              | Razdoblje vladavine | Prijestolno ime (Nian Hao 年號) i odgovarajuće godine trajanja |
| ------------------------------------------------------- | -------------------------- | ------------------- | --- |
| Konvencionalno: Liang (prezime) + postumno ime          |                            |                     | |
| Car Wu od Lianga - Wu Di (武帝 Wǔ Dì)                   | Xiao Yan (蕭衍 Xiāo Yǎn)   | 502. – 549.         | Tianjian (天監 tiān-jiān) 502. – 519. Putong (普通 pǔ-tōng) 520. – 527. Datong (大通 dà-tōng) 527. – 529. Zhongdatong (中大通 zhōng-dà-tōng) 529. – 534. Datong (大同 dà-tóng) 535. – 546. Zhongdatong (中大同 zhōng-dà-tóng) 546. – 547. Taiqing (太清 tài-qīng) 547. – 549. |
| Car Jianwen od Lianga - Jianwen Di (簡文帝 jiān wén dì) | Xiao Gang (蕭綱 xiāo gāng) | 549. – 551.         | Dabao (大寶 dà bǎo) 550. – 551. |
| Princ Yuzhanga, Yu Zhang Wang (豫章王 yù zhāng wáng)    | 蕭棟 xiāo dòng             | 551. – 552.         | Tianzheng (天正 tiān zhèng) 551. – 552. |
| Car Yuan od Lianga - Yuan Di (元帝 yuán dì)             | 蕭繹 xiāo yì               | 552. – 555.         | Chengsheng (承聖 chéng shèng) 552. – 555. |
| Markiz Zhenyanga - Zhen Yang Hou (貞陽侯 zhēn yáng hóu) | 蕭淵明 xiāo yuān míng      | 555.                | Tiancheng (天成 tiān chéng) 555. |
| Car Jing od Lianga - Jing Di (敬帝 jìng dì)             | 蕭方智 xiāo fāng zhì       | 555. – 557.         | Shaotai (紹泰 shào tài) 555. – 556. Taiping (太平 tài píng) 556. – 557. |

| Zapadna dinastija Liang (555. – 587.)          |                                                            |                |                     |                                                                |
| Hramsko ime (Miao Hao 廟號 miào hào)           | Postumno ime ( Shi Hao 諡號)                               | Prezime i ime  | Razdoblje vladavine | Prijestolno ime (Nian Hao 年號) i odgovarajuće godine trajanja |
| Konvencionalno: Liang (prezime) + postumno ime |                                                            |                |                     |                                                                |
| Zhong Zong (中宗 zhōng zōng)                   | Xuan Di\|宣帝 xuān dì                                      | 蕭詧 xiāo chá  | 555. – 562.         | Dading (大定 dà dìng) 555. – 562.                              |
| Shi Zong (世宗 shì zōng)                       | Xiao Ming Di\|孝明帝 xiào míng dì                          | 蕭巋 xiāo kuī  | 562. – 585.         | Tianbao (天保 tiān bǎo) 562. – 585.                            |
| nema                                           | Xiao Jing Di\|孝靖帝 xiào jìng dì or Ju Gong\|莒公 jǔ gōng | 蕭琮 xiāo cóng | 585. – 587.         | Guangyun (廣運 guǎng yùn) 562. – 585.                          |

## Vanjske poveznice
- History of China:  A good collection of information on Chinese history  Arhivirana inačica izvorne stranice od 22. travnja 2017. (Wayback Machine) (engl.)